# پرفورمنس آنالایزر
پرفورمنس آنالایزر (Performance Analyzer) یک نرم افزار کاربردی تجاری برای تجزیه و تحلیل عملکرد نرم افزار برای ماشین های x86 یا SPARC است. این نرم افزار هم یک رابط کاربری گرافیکی  و هم یک رابط خط فرمان دارد . برای هر دو سیستم عامل لینوکس و سولاریس در دسترس است. این می تواند C، C++ و Java را نمایه کند. 
پرفورمنس آنالایزر به عنوان بخشی از اوراکل دیولوپر ابودیو (Oracle Developer Studio) در دسترس است. با داشتن قابلیت دیداری (ویژوال) ، می‌تواند شمارنده‌های عملکرد سخت‌افزار ،  همگام‌سازی رشته ها، تخصیص حافظه و ورودی خروجی I/O را بخواند، و به طور خاص از Java، OpenMP ، MPI و هسته Solaris پشتیبانی می‌کند.

## همچنین ببینید
- فهرست ابزارهای تحلیل عملکرد
- تجزیه و تحلیل عملکرد
- VTune